# أنجيلا ماو
أنجيلا ماو (بالصينية: 茅复静) هي فنانة قتالية وصاحبة مطعم وممثلة تايوانية، ولدت في 20 سبتمبر 1952 في تايوان.

## أعمال

### أفلام
- (1973) دخول التنين

## وصلات خارجية
- أنجيلا ماو على موقع IMDb (الإنجليزية)
- أنجيلا ماو على موقع قاعدة بيانات الفيلم (الإنجليزية)